# Marktplatz (Schwäbisch Gmünd)

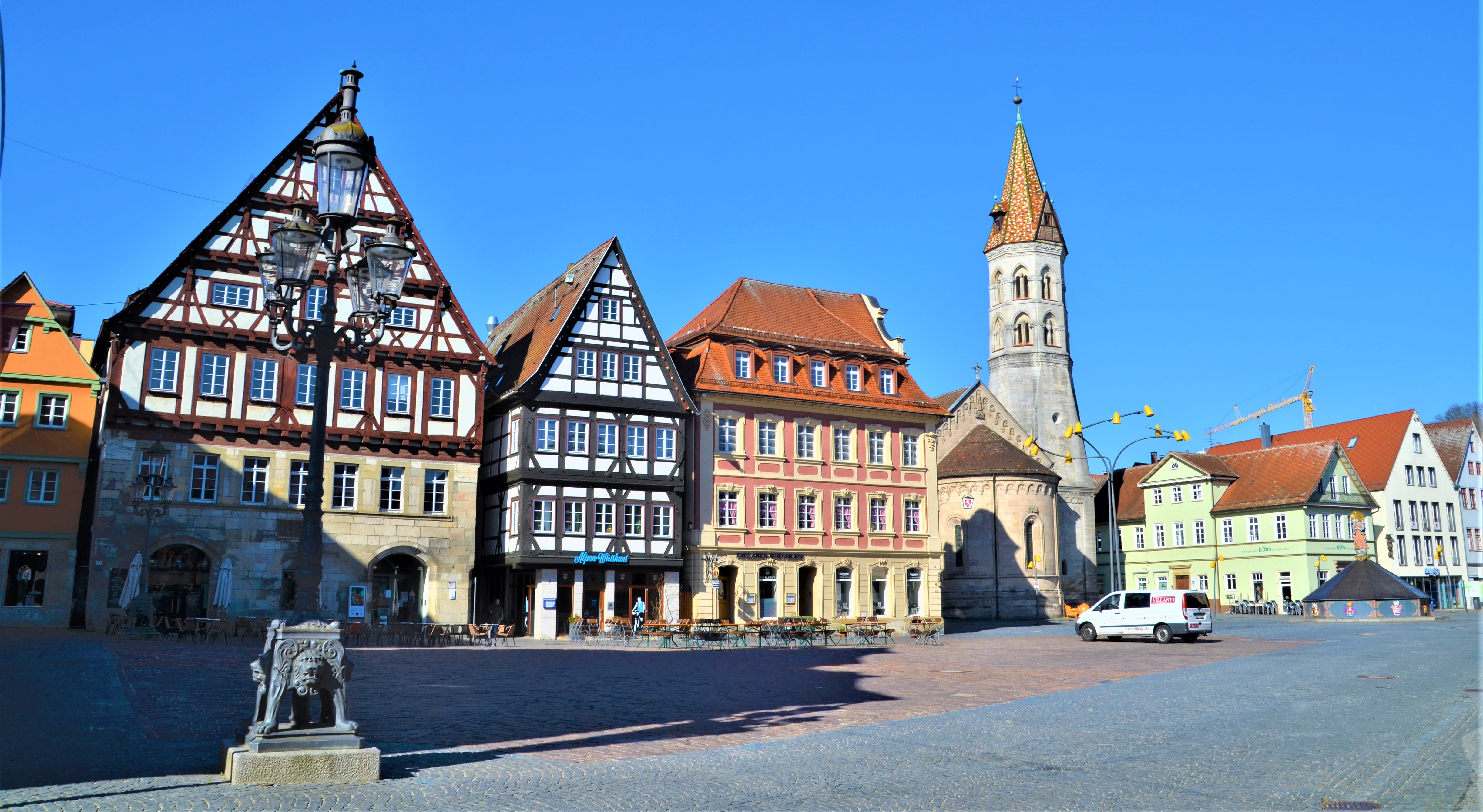
Blick auf die Westseite mit Johanniskirche

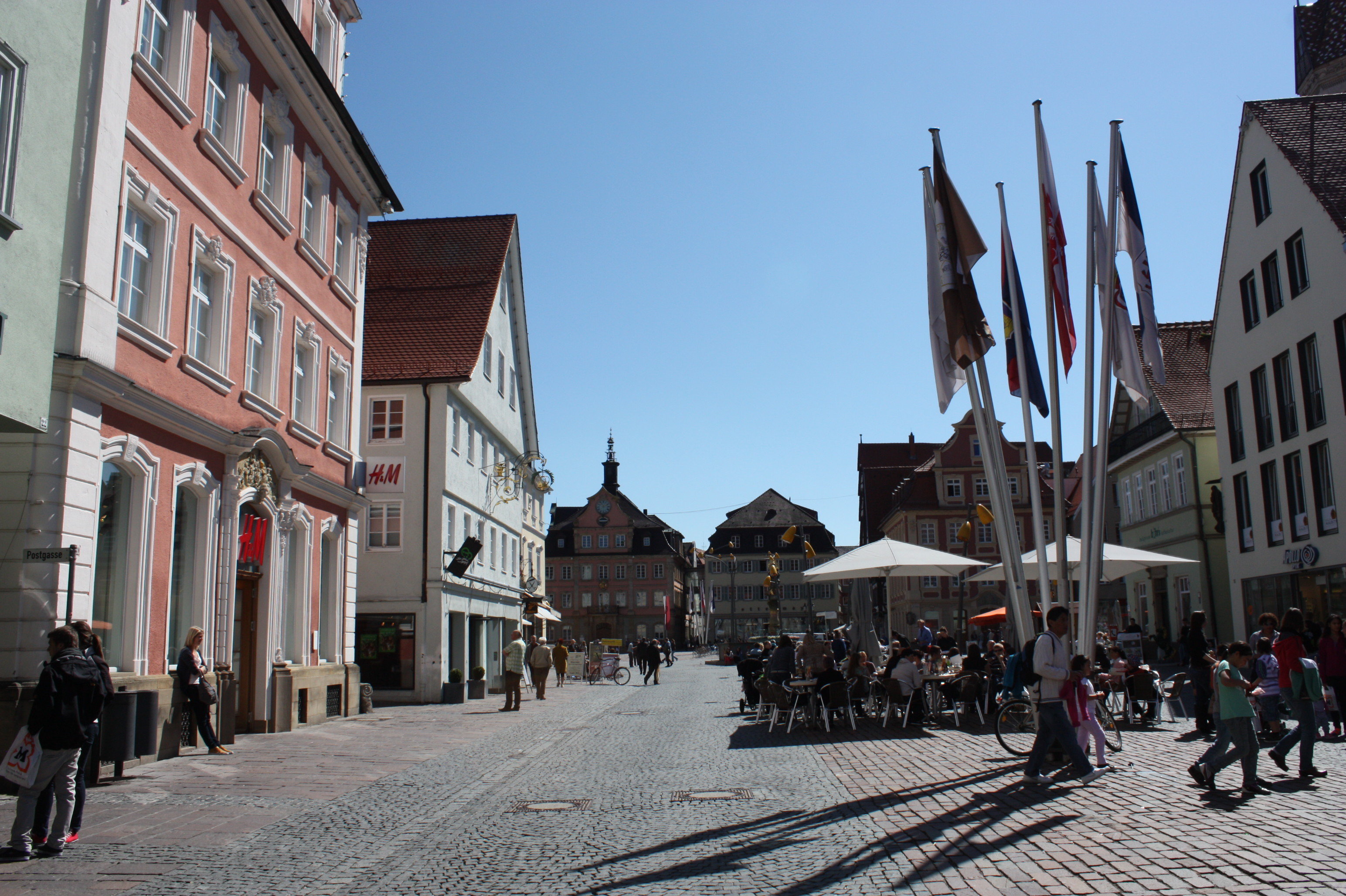
Blick auf den oberen Marktplatz

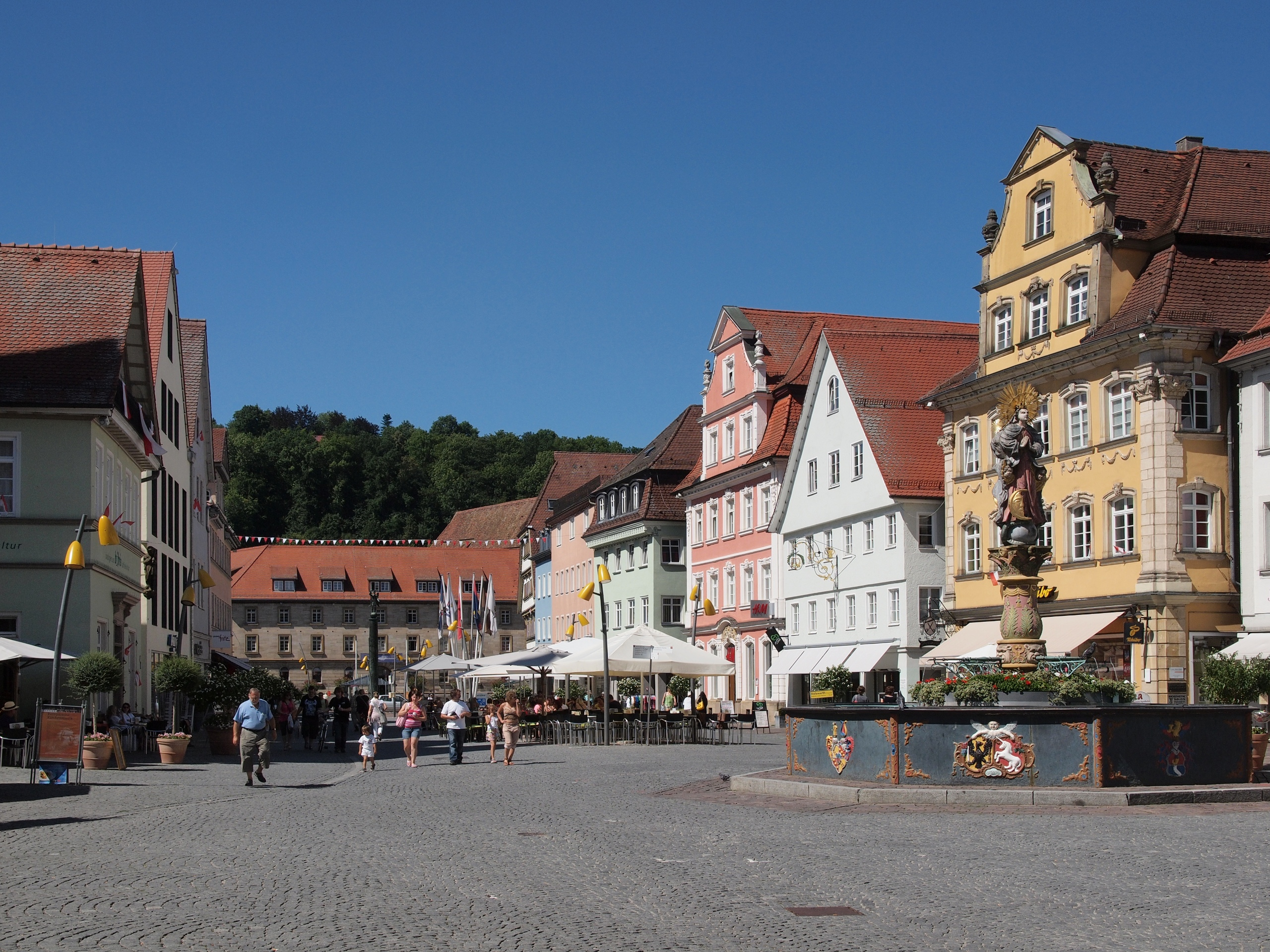
Blick auf den unteren Marktplatz

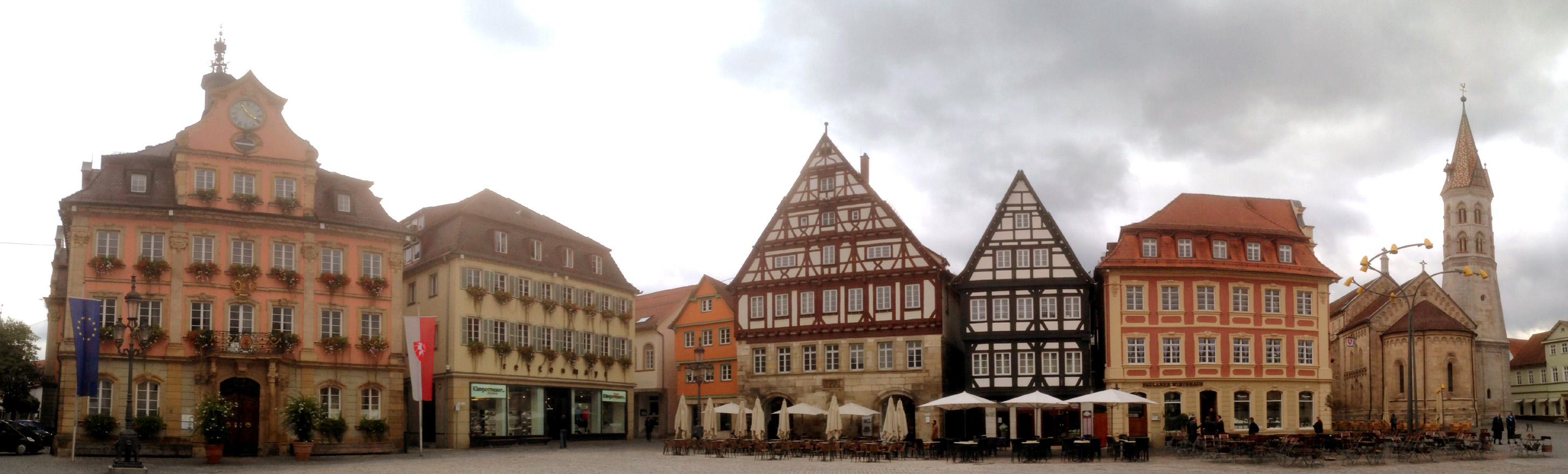
Oberer Marktplatz

Der Marktplatz ist neben dem Johannisplatz und dem Münsterplatz einer der drei Hauptplätze und zugleich der größte Platz in der Altstadt von Schwäbisch Gmünd. Der Platz erstreckt sich in einer Nord-Süd-Achse zwischen dem Heilig-Geist-Spital und dem Rathaus. Im Westen leicht zurückgesetzt, am Übergang zum Johannisplatz prägt die romanische Johanniskirche den Platz. Architektonisch wird der Platz durch Fachwerk-, Barock- und Rokokobauwerke dominiert. Der Platz verfügt über einen sanduhrförmigen Umriss und ist durch eine Vielzahl von schmalen Gassen zu erreichen.

## Geschichte und Nutzung
Neben dem Münsterplatz, der mit seinem freistehenden Gmünder Heilig-Kreuz-Münster das kirchliche Zentrum von Schwäbisch Gmünd darstellte, stellte der Marktplatz mit seinem ehemaligen, ebenfalls freistehenden und mittlerweile abgegangenen Alten Rathaus das weltliche Zentrum dar. Bis auf Teile des unteren Marktplatzes ist der Platz als Fußgängerzone verkehrsberuhigt. Nachdem die wöchentlichen, städtischen Märkte auf die beiden anderen Hauptplätze verlagert wurde, wird der Marktplatz durch eine Vielzahl von Straßencafés und Restaurants genutzt. Des Weiteren finden jährlich, neben anderen Veranstaltungen, diverse Marktveranstaltungen, so zum Beispiel Teile des Weihnachtsmarktes oder des Krämermarktes zu Kirchweih sowie ein Pferdemarkt dort statt.

## Gebäude
Die mittelalterliche, kleinparzellige Aufteilung der Bebauung hat sich über die Jahrhunderte erhalten. So hat zum Beispiel, der für das heutige Erscheinen des Platzes prägende, Stadtbaumeister Johann Michael Keller der Jüngere bei den barocken Neubauten häufig die Fundamente der Vorgängerbauten genutzt. Heute stehen die Mehrheit der Häuser am Platz unter Denkmalschutz. Die Gebäude verfügen hauptsächlich über drei Stockwerke und etwa dieselbe Höhe. Zumeist sind die Giebel zum Marktplatz ausgerichtet. Ebenfalls als Denkmäler eingestufte, hier nicht dargestellte Gebäude sind Marktplatz 2, 4, 5, 14 das über eine vollständig erhaltene Barocktreppe verfügt, 17–24, 26, 28–30, 32, 33 und 36.

### Rathaus (Marktplatz 1)

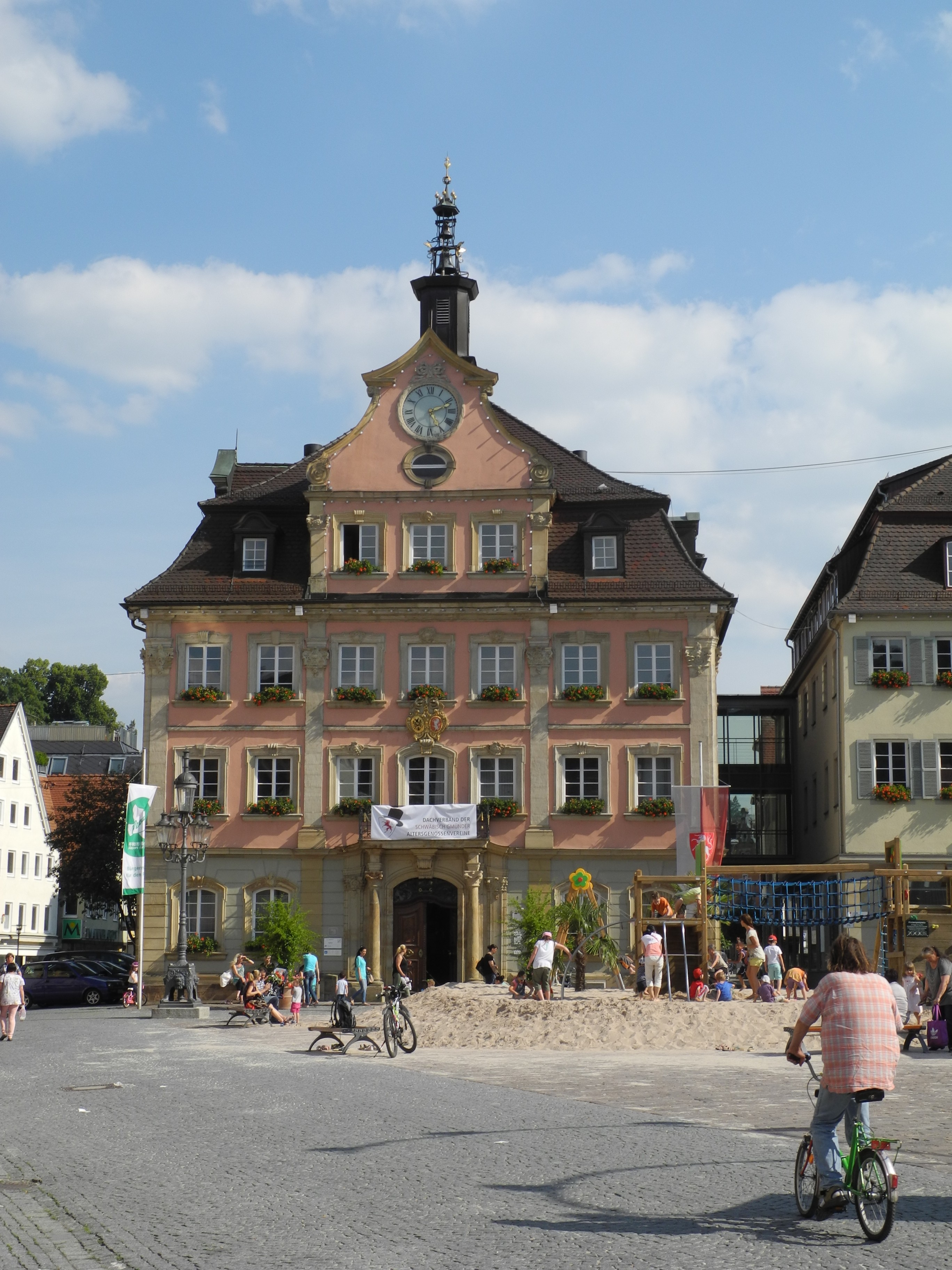
Rathaus

### Haus Rettenmayr (Marktplatz 3)
Das Haus Rettenmayr (früher Achillisches Haus) wurde 1807 aus dem Achillischen Haus und dem Salzhaus (Salzstadel) im heutigen Aussehen zusammengefügt, wobei die heutige Bausubstanz, bis auf wenige Umfassungsmauern und dem Keller, nach einem Brand aus dem Jahr 1956 stammt. Das dreigeschossige Mansarddachhaus bildet zusammen mit dem Rathaus den Abschluss des oberen Marktplatzes. Die erste Erwähnung der Ursprungssubstanz geht auf das Jahr 1435 zurück, wo das Salzstadel mit einem angrenzenden Privathaus erwähnt wird. 1767 wird das Wohnhaus durch den ehemaligen Namensgeber Franz Achilles Stahl, Edler von Pfeilhalden umgebaut und durch die Stadt im Salzstadel Ladengeschäfte eingerichtet. Die bei Dominikus Debler überlieferte malerische Gestaltung wurde durch Joseph Wannenmacher vorgenommen. 1807 wurde das Haus durch den Salzfaktor Ferdinand Debler gekauft, der das Haus ebenfalls umgestalten ließ. In dieser Zeit wurden im Erdgeschoss Ziergitter angebracht, wovon heute eines im Museum im Prediger erhalten ist. 1887 ging das Haus an den heutigen Namensgeber, den Kaufmann Josef Rettenmayr über, der 1888 das Haus abermals umbauen ließ. Weitere Umbauten folgten 1926 und 1955, wobei unter anderem der Schaufenster- und Giebelbereich modifiziert wurde und ein Ziergiebel von Christoph Haas verloren ging. Heute dient es, mit dem Rathaus verbunden, der Stadtverwaltung sowie einem Modegeschäft.

### Gmünder Hof (Marktplatz 6)
Das Gebäude des Gmünder Hofs (ehemals Zum Goldenen Rad) war zuletzt, bis zu dessen endgültiger Schließung 2011, als Kaufhaus Woha bekannt. Der Gmünder Hof war in Teilen auf einem viereckigen, romanischen Steinhaus errichtet. Das bis zum Brand 1894 bestehende Gebäude verfügte ab 1862 über einen eingewölbten Tanzsaal mit Bühne und Orchesterempore. Der heutige Bau stammt von 1895 und ist dreistöckig mit Stuttgarter Dach ausgeführt. Es verfügte ursprünglich über eine Sichtklinkerfassade, Balkönchen und aufwändige, geätzte Fenster.

### Grät (Marktplatz 7)

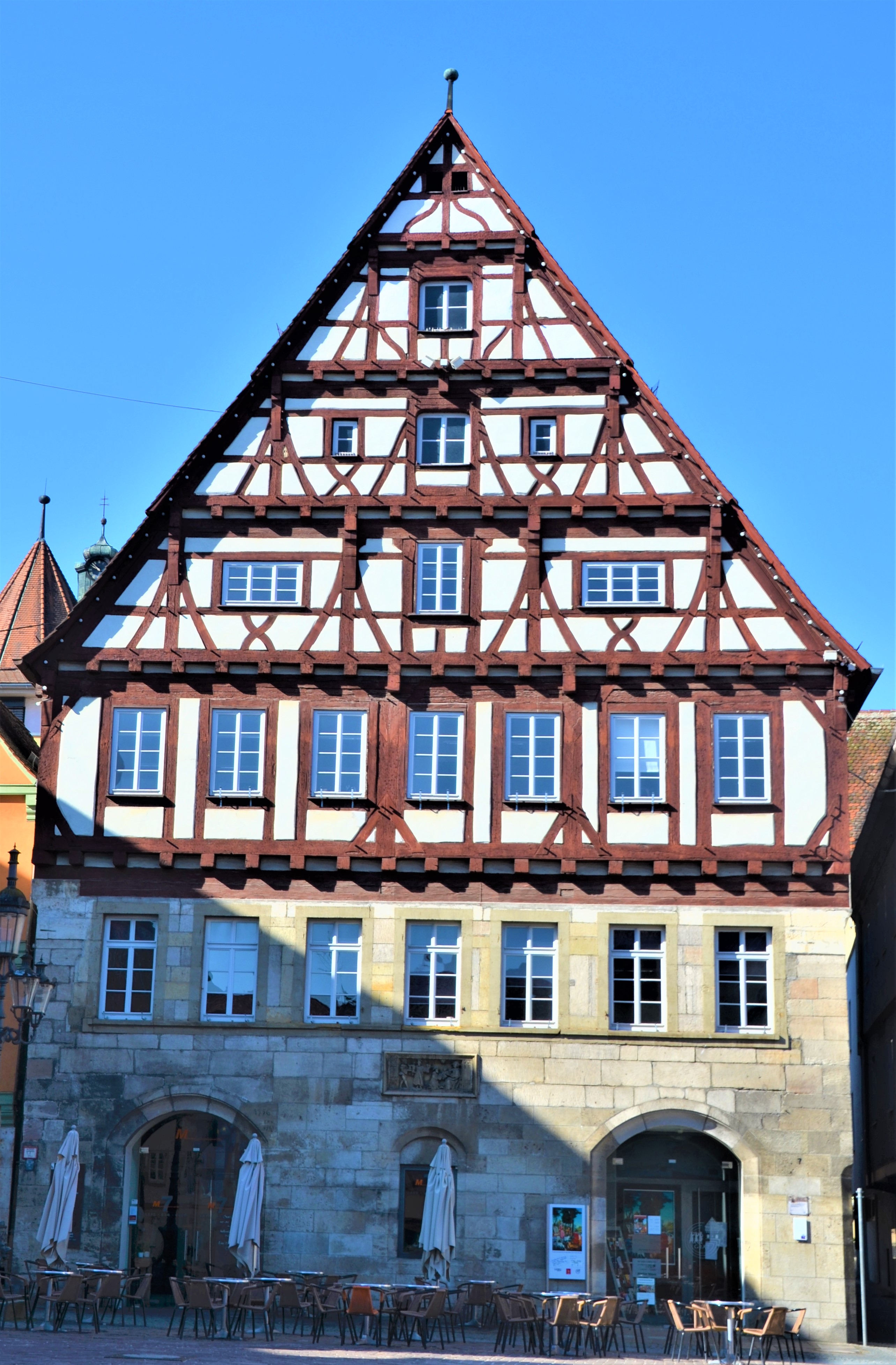
Grät

### Haus Buhl (Marktplatz 9)

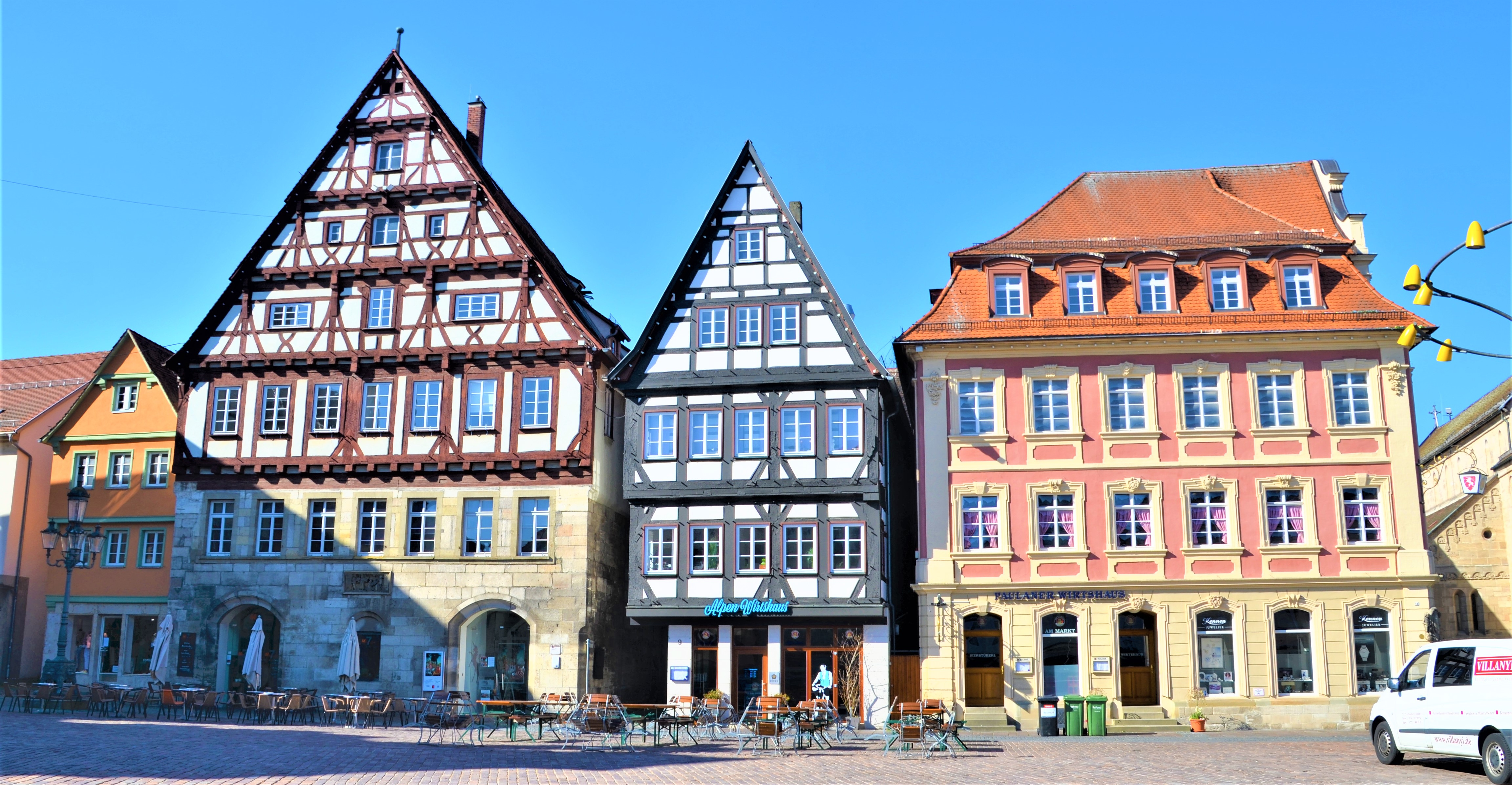
Grät, Haus Buhl, Haus Ignaz Mohr

Das Haus wurde in seiner heutigen Form in den Jahren 1469/1470 errichtet. Das Fachwerkhaus vermittelt im Ensemble mit der Grät ein Eindruck vom mittelalterlichen Marktplatz und ist nach dem Gmünder Turnvater Johannes Buhl benannt, in dessen Besitz sich das Haus im 19. Jahrhundert befand. An ihn erinnert heute eine von Jakob Wilhelm Fehrle gefertigte Büste, die am Haus Ecke Buhlgässle/Marktplatz angebracht ist. 1993 wurde das Erdgeschoss umfangreich umgestaltet. Es beherbergt heute ein Gastronomiebetrieb.

### Obere Apotheke (Marktplatz 10)
Das Mansarddachhaus der Oberen Apotheke (ehemals Ratsapotheke) wirkte bis 1860 als stattliches Fachwerkhaus. Die Ursprünge reichen ins beginnende 16. Jahrhundert. Es verfügt über zwei Dachstühle, wobei der hintere auf die 1520er-Jahre datiert ist. Die Apotheke findet erstmals 1531 Erwähnung. Heute erinnern noch Teile der Apothekeneinrichtung aus dem 19. Jahrhundert an die lange Tradition. Das Haus verfügt über einen Gewölbekeller und ein Rokokotreppenhaus. Im Haus befindet sich zudem ein Gemälde Christus als Apotheker, das ursprünglich aus der Kronenapotheke in Biberach an der Riß stammte.

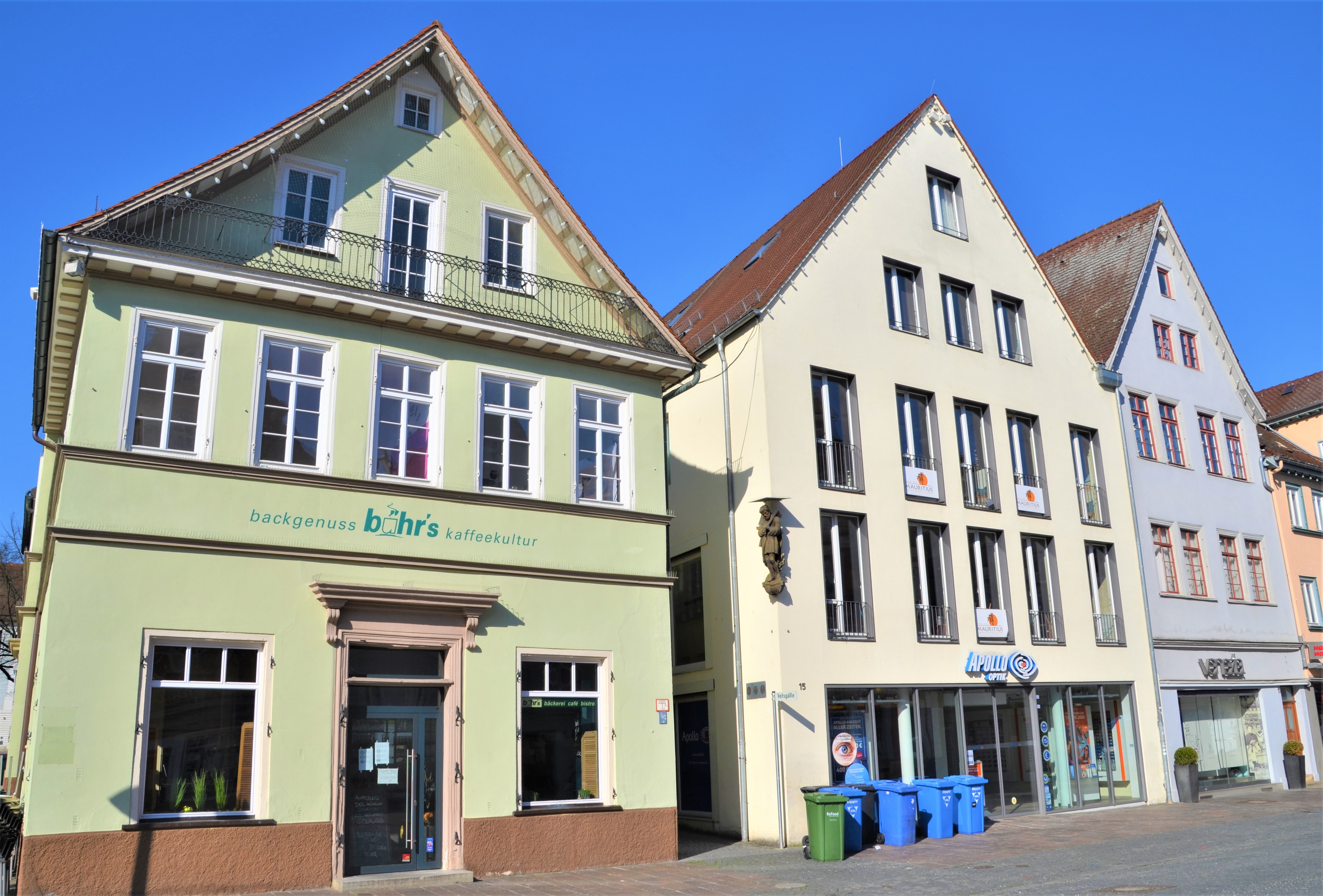
Marktplatz 13 (ehem. Johannisapotheke), 15 (Josefle) und 17

### Haus Ignaz Mohr (Marktplatz 11)
Das den oberen Marktplatz prägende Patrizierhaus Ignaz Mohr (früher Haus Stahl, Stahl-Wingert, umgangssprachlich Mohrennaze) wurde für den Patrizier Franz Achillis Stahl beziehungsweise seinen Sohn Franz Georg Stahl erbaut. Es ist ein reichhaltig gestaltetes Barockhaus mit Rokokoelementen, das zum Marktplatz hin schlichter gestaltet wurde und aufwändiger zur Mündung der Bocksgasse in den Marktplatz und zur Johanniskirche hin. Es verfügt dort über ein aufwendiges, dreitüriges Portal. An der Südseite befindet sich ein spätgotischer Christus. Das Erdgeschoss ist zu Ladengeschäften umgebaut, im ersten Obergeschoss ist ein Gastronomiebetrieb untergebracht. Im Mai 2004 wurde das Haus bei einem Brand in Mitleidenschaft gezogen. Bis 2009 erfolgte dann die Sanierung des Komplexes.

### Marktplatz 12
Das Haus mit ungeklärter Bauzeit verfügte nach Dominikus Debler ursprünglich über einen für Gmünd seltenen Treppengiebel. Im Erdgeschoss war ein Kreuzgratgewölbe auf mächtigen Pfeilern eingezogen, das möglicherweise gotischen Ursprungs war. Ebenfalls auf schweren Pfeilern ruht das aus zwei Tonnen bestehende Kellergewölbe. Das Haus wurde im 18. Jahrhundert vom Hauptmann Ferdinand von Storr bewohnt, der von 1772 bis 1776 und 1778/79 den späteren Generalfeldmarschall August Neidhardt von Gneisenau beherbergte.

### Johannis-Apotheke (Marktplatz 13)
Die ehemalige Johannis-Apotheke ist ein von Jean Fritz 1825 auf älteren Bauteilen erbautes, klassizistischen Gebäude am Übergang von Markt- und Johannisplatz, das durch seine Architektur beiden Plätzen zugewandt ist. An seiner Stelle stand ein Haus mit Arkaden für das Gmünder Halsgericht und die Ausübung des sogenannten Bahrrechts. Die geschnitzten Türflügel des Südportals wurden vom Vorgängerbau übernommen.

### Haus Köhler/Alte Post (Marktplatz 16)

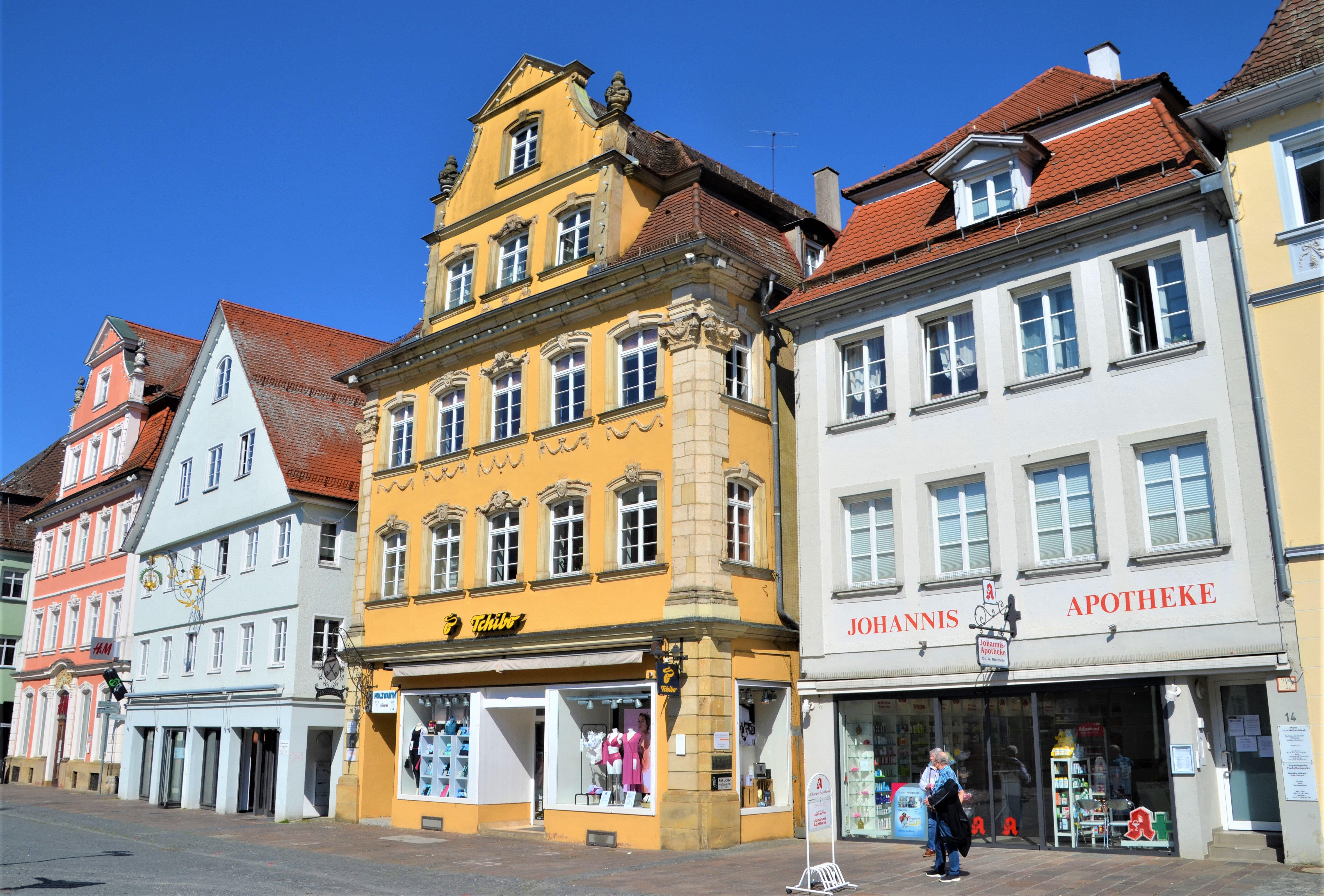
Marktplatz 14, 16 (Alte Post), 18 (Krone) und 20 (Post)

Die Alte Post (oder Haus Köhler) wurde 1780 für Johann Debler durch den Stadtbaumeister Johann Michael Keller erbaut. Zwischenzeitlich war es kurz Postamt, bevor er 1892 durch Paul Köhler gekauft wurde. Der Name Alte Post hielt sich trotz der Nachbarschaft zum gleichzeitig neuen und alten Postamt. Es steht zudem architektonischer Wechselwirkung mit diesem Gebäude (Marktplatz 20). Das aufwendig gestaltete Barockhaus mit Ziergiebel, verfügt über ein noch gut erhaltenes barockes Treppenhaus. Aus diesem Haus stammen mehrere Gemälde die der Art Johann Georg Strobels entsprechen und heute im Stadtmuseum aufbewahrt werden.

### Post (Marktplatz 20)

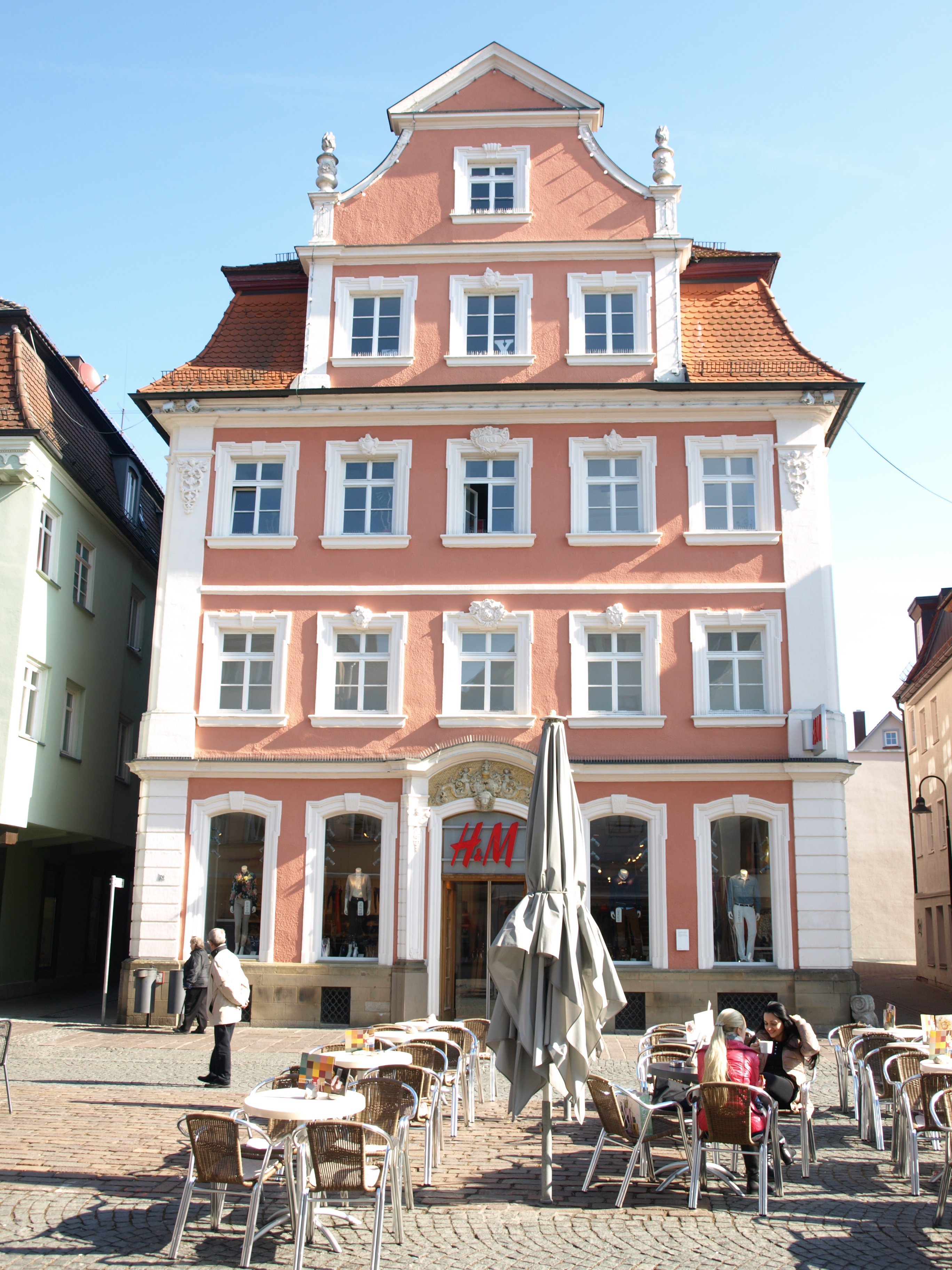
Post

Die Post ist ein 1753 für den Patrizier Franz Achillis Stahl, Edler von Pfeilhalde durch den Stadtbaumeister Johann Michael Keller erbautes Barockhaus am Marktplatz. Als 1773 die Erhebung des Eigner in den Adelsstand erfolgte, wurden dort die Feierlichkeiten, unter anderem mit einer Hausillumination, vorgenommen. Hier logierten 1792 Johann Wolfgang von Goethe und Erzherzog Carl, 1813 König Friedrich von Württemberg und 1814 der Dichter Ludwig Uhland. Das Gebäude diente bis 1830 und dann wieder ab 1875 auch als Post und steht in architektonischer Wechselwirkung zu Marktplatz 16. Im Jahre 1888 kam es zu einer neubarocken Erweiterung nach Osten. In den 1960er-Jahren folgte ein postgelber Anstrich, in den 2000er-Jahren dann die Restaurierung mit dem ursprünglichen rosa Anstrich. Die Räumlichkeiten der Post wurden durch ein Modehaus übernommen.

### Mohren-Apotheke (Marktplatz 25/Freudental 2)

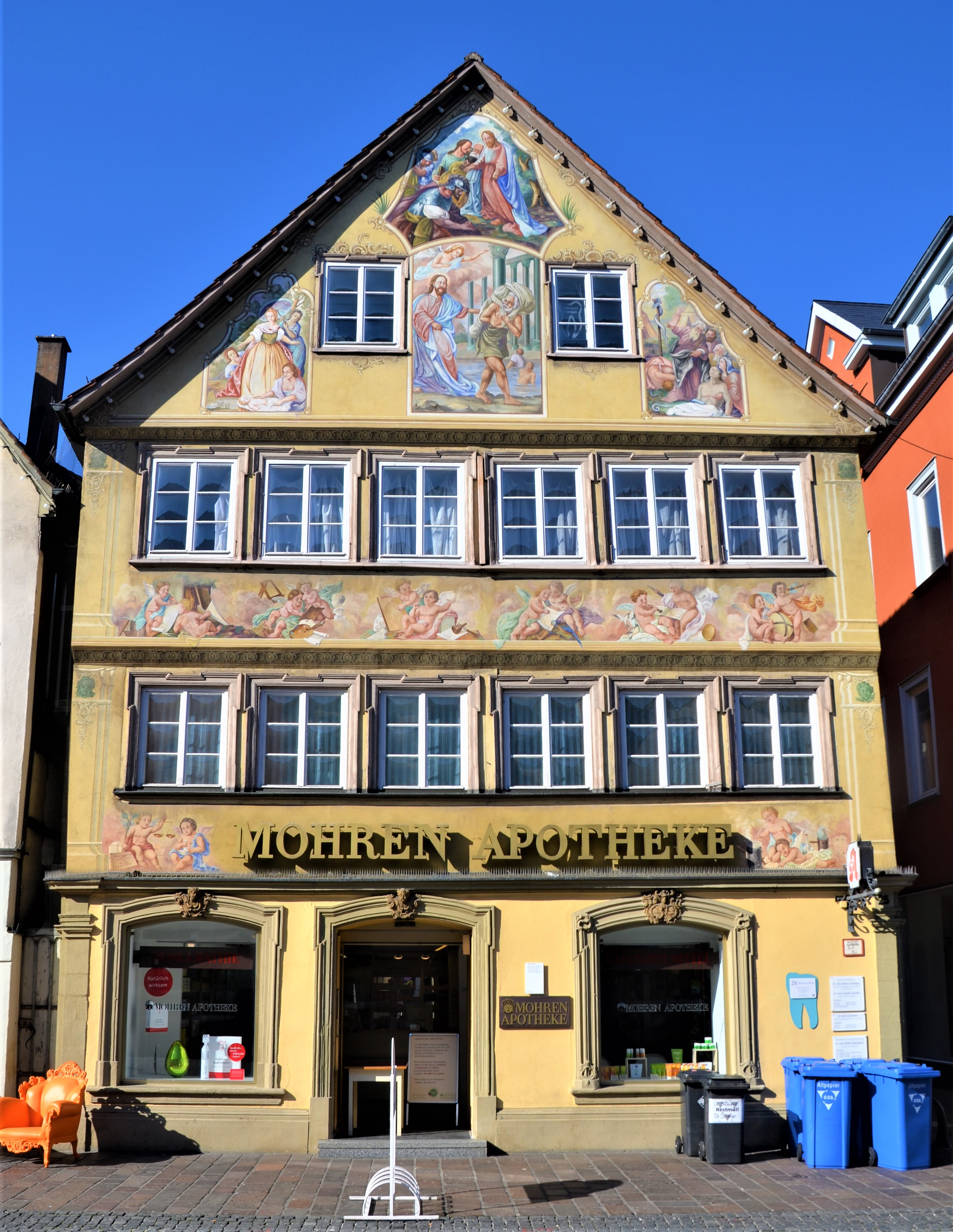
Mohren-Apotheke

Die Bauzeit des Hauses der Mohren-Apotheke (auch Untere Apotheke) ist unbekannt. Es verfügt sowohl über einen barocken, als auch einen mittelalterlichen Tonnenkeller. 1763 wurde das Fachwerkhaus im Auftrag von Franz Achilles von Stahl durch den Stadtbaumeister Johann Michael Keller zu einer Apotheke umgebaut. Die Bemalung wurde von Joseph Wannenmacher ausgeführt. 1901 bereits ersetzt, ging in den 1930er- oder 1940er-Jahren die Bemalung vollständig verloren, sie wurde 1953 getreu der Wannenmacherschen Bemalung wiederhergestellt. 1988/1989 wurde das Haus unter Erhaltung der barocken Fußböden, Treppen und Türen umfangreich saniert. Das nördliche Erdgeschossfenster zeigt das Doppelwappen Wingert-Stahl. Das Haus verfügt über ein stuckiertes, aufwendig gestaltetes Rokokotreppenhaus.

### Haus zum Bären (Marktplatz 27)
Das dreigeschossige Walmdachhaus ist ein 1878 von Oberamtsbaumeister König auf einer frühgotischen oder romanischen Bausubstanz errichteter Bau. Der ehemalige Gasthof verfügte über Stallungen, eine Brennerei und eine Brauerei sowie über ein Hopfentrockenhaus, das 1873 zum Wohnhaus umgebaut wurde. Im Keller wurden alte Quader verbaut, wovon einer die Jahreszahl 1473 trägt sowie Bausubstanz eines alten Steinhauses verwendet.

### Marktplatz 29a
Das Gebäude 29a ist ein zweigeschossiger Kleinbau rückwärtig am Gebäude 29. Es wurde 1978 für eine Dresdner-Bank-Filiale zu einem Tresor- und Aufenthaltsraum umgebaut und verfügt über umfangreiche romanische Bausubstanz. Das Gebäude fand bereits im 13. Jahrhundert als "Steinhaus" Erwähnung.

### Haus Drei Mohren (Marktplatz 31)

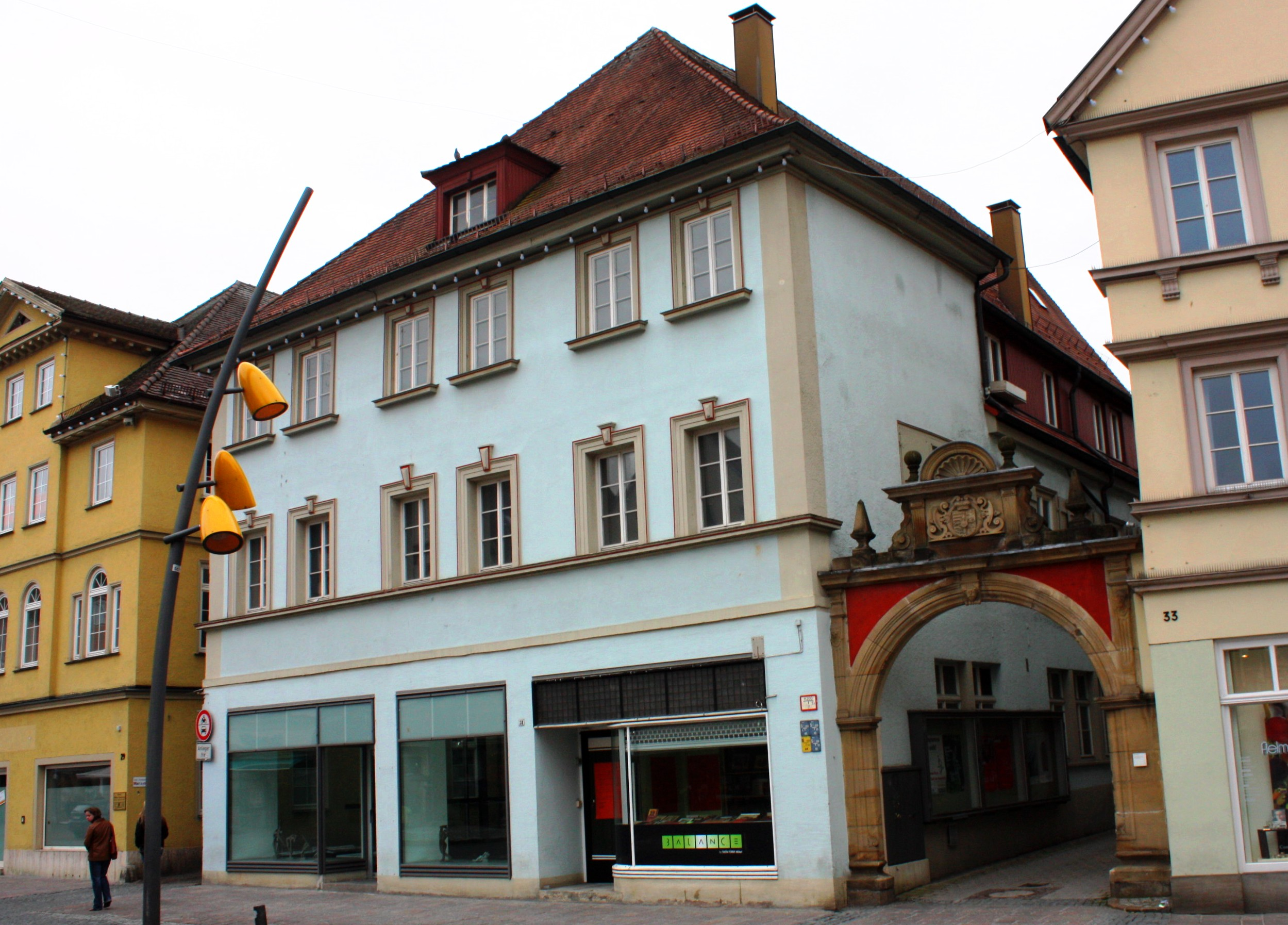
Drei Mohren

Das Haus Drei Mohren (zeitweilig Deutsches Haus) wurde 1340 erbaut. 1603 ging das Haus in den Besitz von Johann Eustach von Westernach über, der die Keller ausgebaut haben soll. Bis 1657 war es im Besitz der Kommende Kapfenburg des Deutschorden. Die Ost und Südfassade stammt aus dem 17. Jahrhundert. Später diente es als Wirtshaus mit Brauerei. Diese wurde 1865 umgebaut. 1920 folgte ein Dachausbau, 1928 wurde das Erdgeschoss umgestaltet. Der 1967 fast vollständig ausgewechselte Torbogen zeigt das Wappen von Erzherzog Karl von Österreich. 2013/14 wurden umfangreiche Um- und Neubauten unter Erhaltung der Fassade vorgenommen.

### Jägerhaus (Marktplatz 34)
Das Jägerhaus (auch Haus zum Goldenen Waldhorn) besteht im Kern auf einem spätgotischen Steinhaus, das möglicherweise bereits romanischen Ursprungs ist. Umfangreichere Umbauten wurden im 17. Jahrhundert sowie 1873 vorgenommen. 1897 wurde das Giebeldach durch das Mansarddach ersetzt und im Rückgebäude das Atelier für den "Hof-Photographen" Jean van Daalen eingebaut. Die Fenster im Erdgeschoss wurden 1900 vergrößert. Das Haus verfügt über zwei Keller, einen stichbogigen Tonnenkeller sowie einen jüngeren gezieglten Keller. Im ersten Obergeschoss befindet sich ein spätgotischer Baldachin sowie mehrere stichbogische Nischen sowie ein stichbogiger Erker. Im Rückgebäude ist der für Entstehungszeit typische Atelierraum mit erhaltener, vollständig verglaster Nordseite untergebracht.

### Arenhaus (Marktplatz 35)
Das heutige Arenhaus wurde 1889 auf L-förmigem Grundriss durch den Stadtbaumeister Stegmaier errichtet. Der dreigeschossige Walmdachbau diente als Arrest- und Lehrsaalgebäude und wurde mehrmals umgebaut. 1988 wurde er für seine heutige Nutzung als "Gold- und Silberschmiedeschule – Berufskolleg für Formgebung Schuck und Gerät" vorbereitet. Das Gebäude wurde nach dem 1889 abgebrochenen Arenhaus benannt, das an dieser Stelle als Scheuer für das Spital stand. Der mehrstöckige Sichtfachwerkbau, mit zwei Voll- und vier Dachgeschossen, aus dem späten 15. Jahrhundert blieb über die Jahrhunderte fast vollständig erhalten. Ein verbliebener frühgotischer Mauerrest wurde 1936 abgebrochen.

### Spital (u. a. Marktplatz 37)

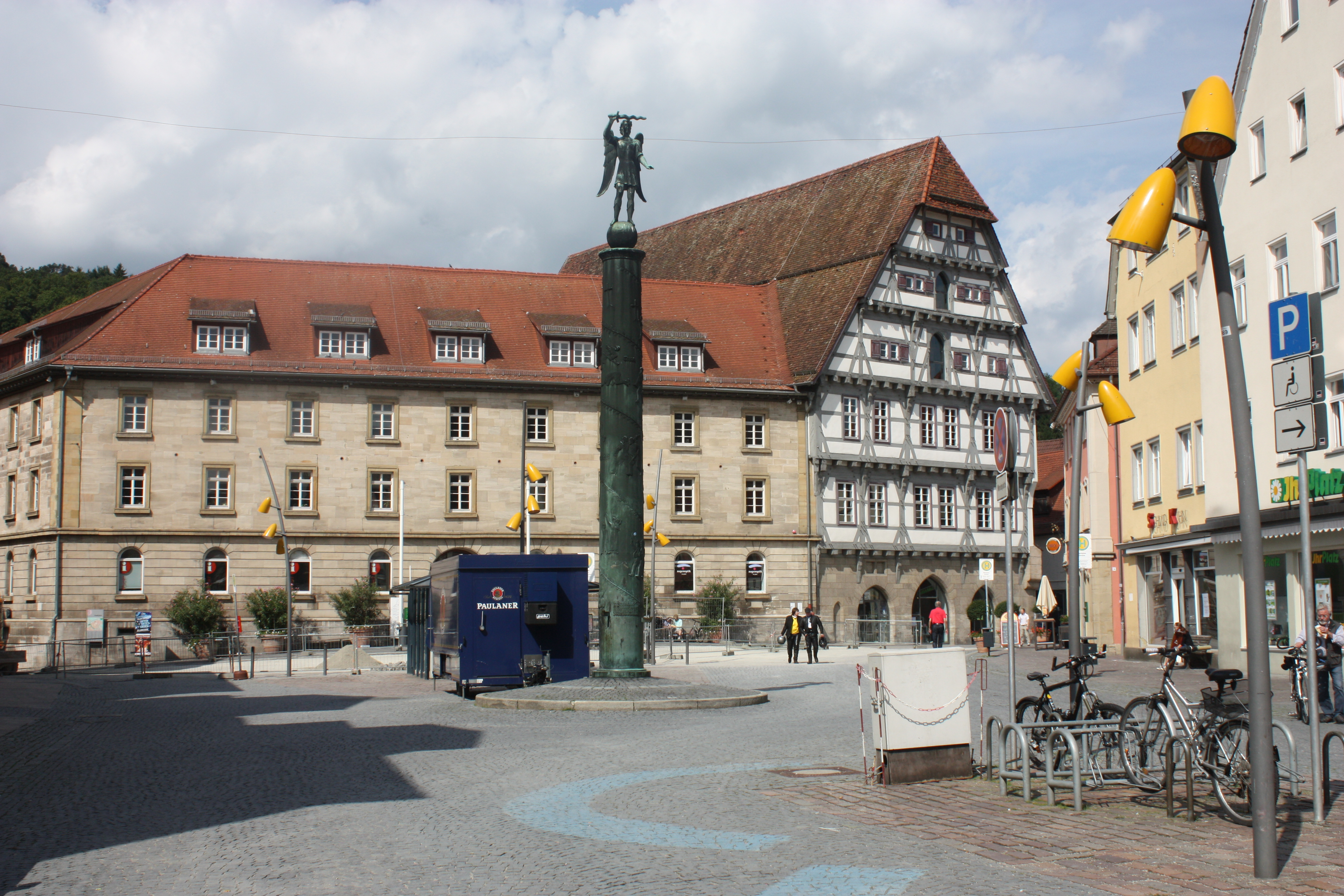
Spital, davor das Kriegerdenkmal

## Weitere Bauwerke

### Marienbrunnen

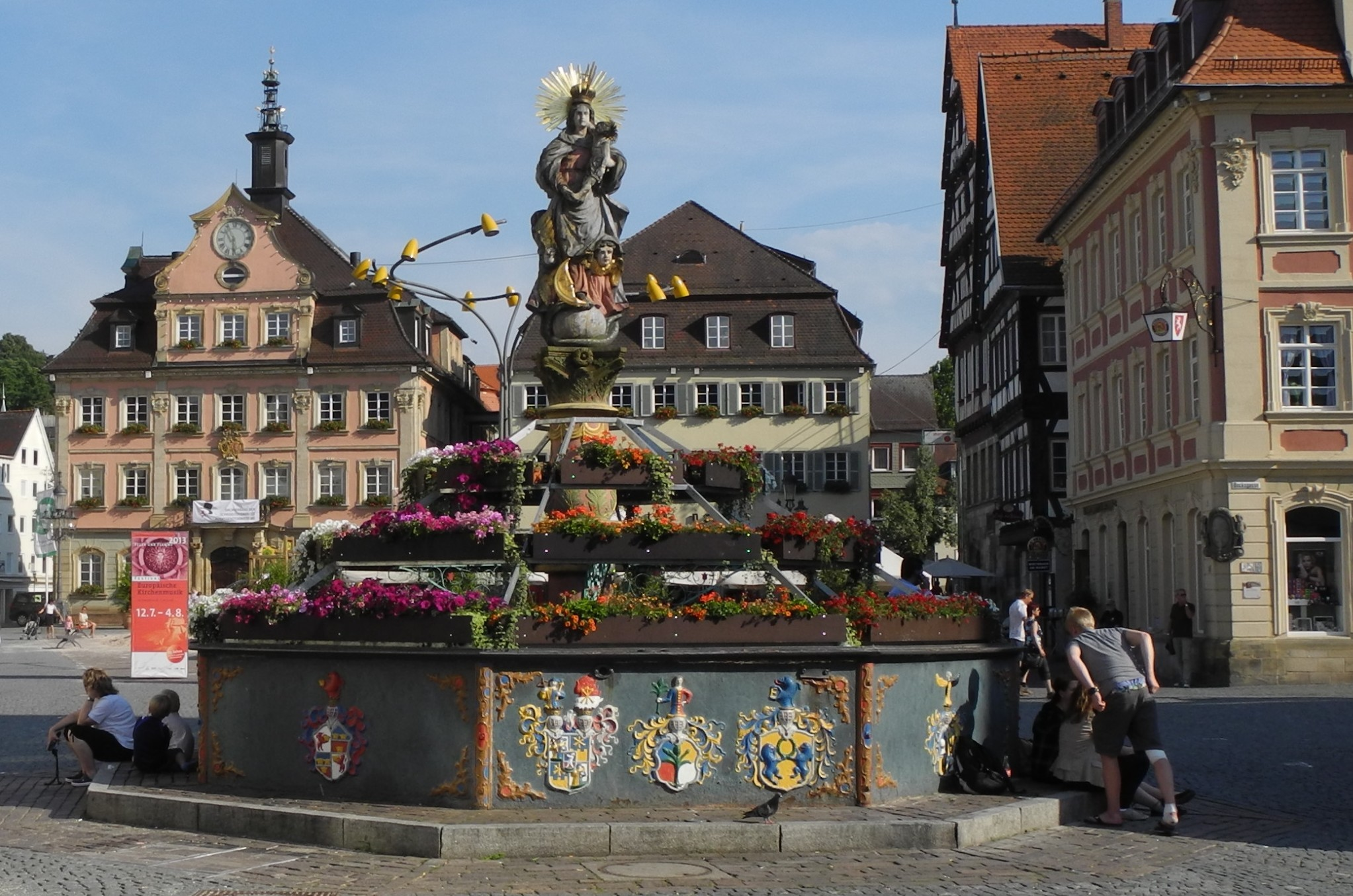
Marienbrunnen

Die Wurzeln des heutigen Marienbrunnens, der auf Höhe der Johanniskirche in der Mitte des Marktplatzes steht, liegen im 16. Jahrhundert. Die Brunnensäule stammt ursprünglich vom Bildhauer Kaspar Vogt dem Älteren aus dem 16. Jahrhundert, wurde 1983 allerdings durch eine Kopie ersetzt. Die Doppel-Maria wurde wohl im frühen 18. Jahrhundert gefertigt. In ihrer Erscheinungsform wird ihr Unikatswert zugesprochen. Auf der einen Seite, dem Spital zugewandt, ist sie als Maria Lauretana mit Kind dargestellt, auf der anderen Seite, dem Rathaus zugewandt, als Immaculata dargestellt. 1776 wurde der steinerne Wasserkasten durch einen eisernen Wasserkasten ersetzt, der, wie der Löwenbrunnen auf dem Münsterplatz, die Wappen des Stadtregiments trägt und in Wasseralfingen gefertigt wurde. Er wurde wohl ursprünglich als Wahrzeichen der gegenreformatorischen Altgläubigkeit aufgestellt.

### Kriegerdenkmal

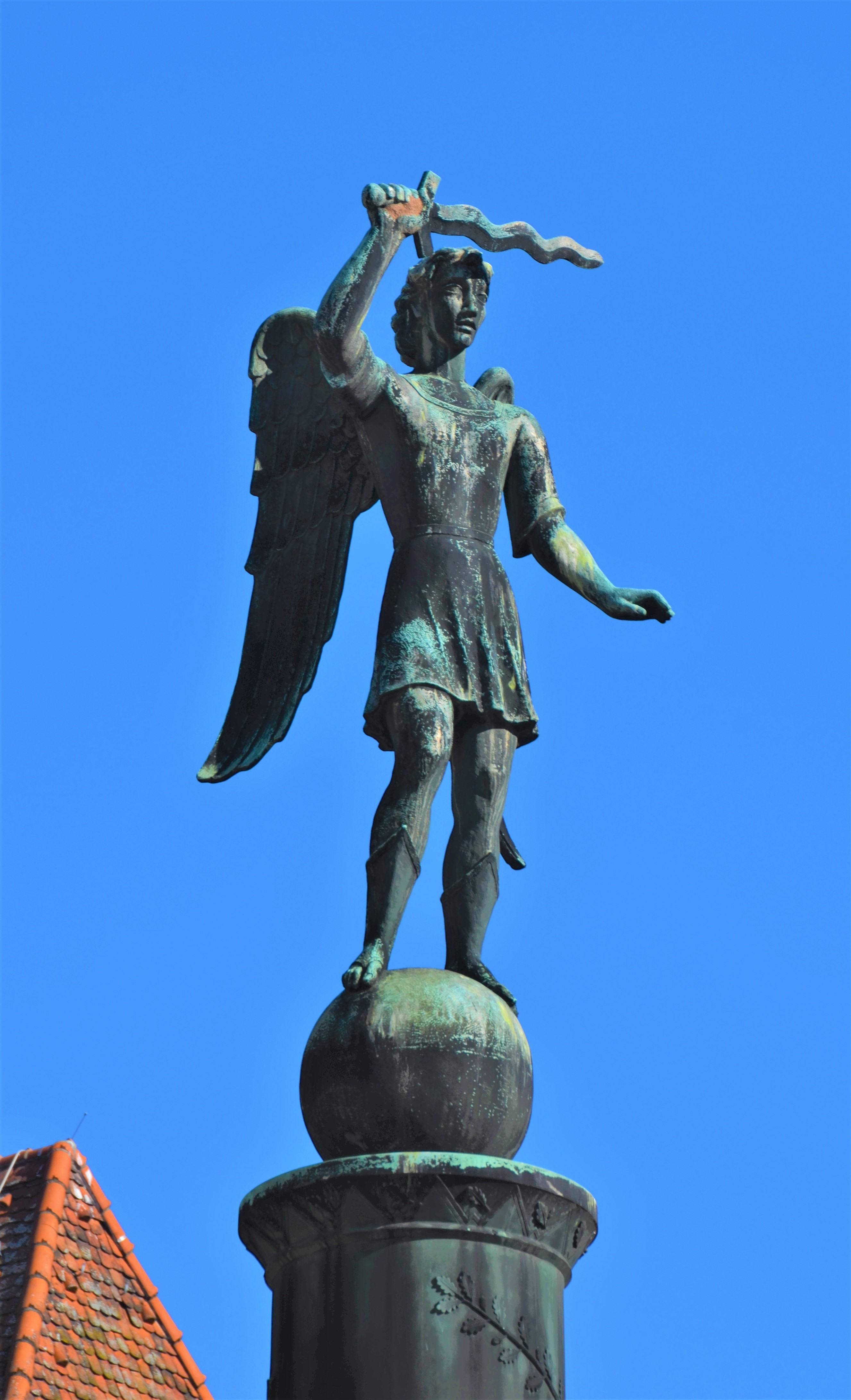
Detail des Erzengels Michael

Das Kriegerdenkmal (fälschlicherweise auch „Siegessäule“) wurde vom Bildhauer Jakob Wilhelm Fehrle geschaffen und am 9. November 1935 eingeweiht. Das Kriegerdenkmal sollte zunächst der Gefallenen des Ersten Weltkriegs gedenken. Es ist aus 21 bronzenen Gussteilen gefertigt und war gestalterisch an die Trajansäule angelehnt. In der ersten Variante trug die Säule einen Adler mit Hakenkreuz auf seiner Spitze, 1952 wurde ein ebenfalls von Fehrle gefertigter Michael auf einer Kugel aufgesetzt. In der Amtszeit von Oberbürgermeister Franz Czisch wurde die Säule 1946 abgebaut und beim Gmünder Güterbahnhof eingelagert. Entgegen dem Willen des Oberbürgermeisters wurde die Säule nicht eingeschmolzen und nach seiner Abwahl wieder aufgestellt. Heute ist die Säule dem Gedenken der Gefallenen des Ersten und Zweiten Weltkriegs gewidmet.